# Päpstliche Katholische Universität von Santo Domingo
Die Päpstliche Katholische Universität von Santo Domingo (spanisch Universidad Católica Santo Domingo), kurz UCSD, ist eine Universität päpstlichen Rechts mit Sitz in Santo Domingo, Dominikanische Republik.
Die Hochschule wurde 1982 gegründet. Großkanzler und Präsident der Universitätsstiftung ist der Erzbischof von Santo Domingo, Francisco Ozoria Acosta.

## Fakultäten
- Religionswissenschaften
- Geistes- und Erziehungswissenschaften
- Rechts- und Politikwissenschaften
- Wirtschafts- und Verwaltungswissenschaften
- Sozial- und Kommunikationswissenschaften
- Architektur und Künste
- Gesundheitswissenschaften
- Ingenieur- und Technikwissenschaften